# Poděbrady I
Poděbrady I je část města Poděbrady v okrese Nymburk. Je zde evidováno 60 adres.
Poděbrady I leží v katastrálním území Poděbrady o výměře 13,54 km².
K části Poděbrady I patří zhruba třetina historického jádra Poděbrad (základní sídelní jednotky Poděbrady-historické jádro), ležícího na pravém břehu Labe, a to oblast Jiřího náměstí s bezprostředním okolím včetně zámku. Patří k ní však také dvě ZSJ na levém břehu Labe, a to ZSJ Obora (delší pás území labského břehu včetně čtvrti Zámostí s havířským kostelíkem) a ZSJ Jezera, k níž patří jezero Poděbrady a Boučkovo jezírko, avšak bez nejjižnější části této soustavy těžebních jezer, a také vodní elektrárna a jižní část jezu na Labi. 